# Tricorynus inflatus
Tricorynus inflatus är en skalbaggsart som beskrevs av White 1965. Tricorynus inflatus ingår i släktet Tricorynus och familjen trägnagare. Inga underarter finns listade i Catalogue of Life.